# Sophie Duarte
Pour les articles homonymes, voir Duarte.
Sophie Duarte (née le 31 juillet 1981 à Rodez) est une athlète française, spécialiste des courses de demi-fond, et de fond, notamment du 3 000 m steeple, 5 000 m, 10 000 m du cross-country. 
Elle a détenu, entre 2007 et 2022, le record de France du 3 000 m steeple en 9 min 25 s 62. En décembre 2013, elle remporte le titre individuel des championnats d'Europe de cross-country, à Belgrade.  
Avec 34 sélections dans l’Équipe de France sénior, 5 championnats du monde, 3 sur piste, 1 sur cross et 1 sur semi marathon en 2018, puis 10 championnats d'Europe, elle détient un des palmarès les plus complets des athlètes en demi-fond. Elle est également présente sur le fond et les courses sur route avec le 10 km et le semi-marathon. Elle ambitionne un projet olympique sur le marathon 2020.

## Biographie
Durant son adolescence, Sophie Duarte pratique la course à pied en Aveyron. Dans une interview, elle explique qu'elle courait pour le bien-être, la santé et le panorama. Sa première motivation est le plaisir de la course à pied. Ses premières compétitions ont été quelques cross UNSS,. C'est durant sa première année à l'université que son entraîneur Patrick Deprez lui propose de se licencier en athlétisme.
Sophie Duarte fait ses débuts au SATUC, puis à l'ECLA Albi en 2003, et ensuite en 2009, au club du Club Athlétique Balmanais (CA Balma). De 2018 à 2019, elle est licenciée à Free Run A3 Tours. Depuis 2020, elle est de nouveau licenciée au CA Balma.
En 2007, elle est sélectionnée en équipe de France aux Championnats du monde d'athlétisme 2007. Elle bat le record de France de la spécialité du 3 000 m steeple le 28 juillet 2007, avant de l'améliorer d'une seconde et demi au cours de ces mondiaux, lorsqu'elle réalise la performance de 9 min 27 s 51. Elle termine cinquième des championnats du monde d'Osaka.
Elle participe à l'épreuve de 3 000 m steeple lors des Jeux olympiques d'été de 2008 de Pékin et termine septième des séries.
Le 10 juillet 2009, Sophie Duarte améliore son propre record de France en réalisant 9 min 25 s 62 lors du meeting Golden Gala de Rome. Qualifiée pour les Championnats du monde de Berlin, elle termine initialement quinzième de la finale. Le 19 novembre 2015, l'espagnole Marta Dominguez, gagnante du 3 000 mètres de ces championnats, est déclassée pour dopage. Duarte est reclassée. 
En 2010, Sophie est en finale des championnats d'Europe de Barcelone où elle termine cinquième. 
Lors de l'épreuve de 3 000 m steeple des championnats de France d'athlétisme 2012, lors du passage de la rivière, Marie-Eliane Saholinirina perd l'équilibre et marche sur le pied que Sophie Duarte s'était fracturé l'année précédente. Elle abandonne pour ne pas prendre de risque et se préserver.
En raison d'une blessure elle manque les Jeux olympiques d'été de 2012 de Londres sur 3 000 m steeple.
A compter de 2012, elle est entrainée par David Heath, ancien international anglais, sur cross country,. Il lui insuffle le goût pour le 5 000 m, le 10 000 m et le cross-country.
Ainsi elle établit un nouveau record personnel sur 5 000 m en 15 min 14 s au Meeting Areva 2013 de Paris et se qualifie pour les championnats du Monde de Moscou en 2013. Cette même année, elle revient aussi sur le cross à ses premiers championnats du monde où elle se classe quinzième et deuxième européenne.
Quelques mois plus tard, elle devient championne d'Europe de cross-country à Belgrade,. Elle est la troisième française à décrocher ce titre après Joalsiae Llado en 1997 et Yamna Belkacem en 2001. L'équipe de France termine seconde.
L'année 2014 marque son passage sur le 10 000 m où elle établit un nouveau record en 31 min 53 s et se qualifie sur cette distance aux championnats d'Europe de Zurich. De 2015 à 2017, elle ajoute des sélections en Équipe de France, en cross puis sur semi-marathon, et devient pour la première fois de sa carrière championne de France de cross-country aux Mureaux. Elle fait un retour sur le 10 km où elle établit la sixième performance européenne en 32 min 38 s.
En décembre 2018, elle devient championne de France de cross-country une seconde fois à Plouay en Bretagne. Elle se qualifie pour les championnats du monde de semi-marathon à Valence. A l'occasion de la Coupe d'Europe du 10 000 mètres 2018, où elle se classe sixième à Londres, elle bat son record personnel sur 10 000 m en 32 min 34 s se qualifiant pour les championnats d'Europe à Berlin.
La crise sanitaire, engendrée par la pandémie de Covid-19, a empêché Sophie Duarte de pourvoir courir en compétition faute de courses pendant près de deux ans. En 2021, elle participe aux championnats d'Occitanie de cross-country qu'elle remporte en individuel et par équipe. Puis, aux championnats de France de cross-country à Montauban dans le Tarn-et-Garonne, elle s'impose dans la catégorie master en se classant sixième au scratch et également le titre par équipe,. Elle lance son entreprise Running Expérience sur le coaching personnel et le conseil en nutrition.
Dans une interview de 2023, elle annonce qu'elle est en reconversion professionnelle pour devenir entraîneuse à la Fédération Française d'Athlétisme.

## Palmarès

### Championnats du monde
- Championnats du monde d'athlétisme de 2007 à Osaka
  - 5e du 3 000 m steeple

- Championnats du monde d'athlétisme de 2009 à Berlin
  - 14e du 3 000 m steeple

- Championnats du monde de cross-country 2013 à Bydgoszcz
- Championnats du monde de Moscou en 2013 sur 5 000 m
- Championnats du monde Semi Marathon en 2018 à Valence

### Championnats d'Europe
- Championnats d'Europe d'athlétisme 2010 à Barcelone
  - 5e du 3 000 m steeple
- 6e des Championnats d'Europe de cross-country 2011 à Velenje
- 6e des Championnats d'Europe de cross-country 2012 à Szentendre
- Médaille d'or des Championnats d'Europe de cross-country 2013 à Belgrade
- 5e des Championnats d'Europe de cross-country 2014 à Samokov
- Championnats d'Europe d'athlétisme 2018 à Berlin
  - 16e du 10 000 m[16]

### Coupe d'Europe des nations
- Coupe d'Europe des nations d'athlétisme de 2010 Coupe du monde
- Coupe du monde en Cross country à Edinbourg Capitaine de l'Équipe d'Europe.

### National
- Double Championne de France de cross long en 2015 et 2018
- Vice-championne de France de cross long en 2014 et 2017
- 3e du championnat de France de cross long en 2011, 2012, 2013 et 2016

## Records
- 5 000 m : 15 min 14 s en 2013
- 10 km : 31 min 53 s (2e performance européenne 2014)
- 3 000 m steeple : 9 min 25 s 62 (ancien record de France) lors du Golden Gala de Rome le 10 juillet 2009
- 1 500 m : 4 min 13 s 60 à Tomblaine (meeting de Nancy) le 26 juin 2009
- 2 000 m steeple : 6 min 46 s 29 (espoirs) à Ashford le 2 août 2003